# Tarsali
Tarsali é uma vila no distrito de Vadodara, no estado indiano de Gujarat.

## Demografia
Segundo o censo de 2001, Tarsali tinha uma população de 26,709 habitantes. Os indivíduos do sexo masculino constituem 53% da população e os do sexo feminino 47%. Tarsali tem uma taxa de literacia de 79%, superior à média nacional de 59.5%: a literacia no sexo masculino é de 83% e no sexo feminino é de 75%. Em Tarsali, 12% da população está abaixo dos 6 anos de idade.